# محمد سیسوکو
محمد لامین سیسوکو گیلا (فرانسوی: Mohamed Lamine Sissoko Gillan‎؛ زادهٔ ۲۲ ژانویهٔ ۱۹۸۵) بازیکن فوتبال اهل مالی است.
وی عضو سابق باشگاه‌های اوسر، والنسیا، لیورپول، یوونتوس، پاری سن ژرمن، فیورنتینا، لوانته، شانگهای شنهوآ، پونه سیتی، ترنانا، کیتچی و سوشو بوده‌است.
سیسوکو در فصل نقل و انتقالات نیم فصل ۰۸–۲۰۰۷ با مبلغ ۱۲ میلیون یورو به یوونتوس پیوست.

سیسوکو در حال بازی با لباس تیم فوتبال لیورپول در برابر رئال بتیس